# Sân bay Juwata
Sân bay Juwata (IATA: TRK, ICAO: WALR) là một sân bay ở Tarakan, Đông Kalimantan, Indonesia. Sân bay này nằm trên đảo Tarakan ngoài khơi Borneo. Đây là mục tiêu chính của Đồng minh trong trận Tarakan (1945).

## Các hãng hàng không và các tuyến điểm
- Dirgantara Air Services (Berau, Long Bawan, Nunukan, Tanjung Selor) [2]
- Kartika Airlines (Balikpapan)
- Mandala Airlines (Balikpapan)
- Batavia Air (Balikpapan)